# نوی‌لاینینگن
نویلاینینگن (به آلمانی: Neuleiningen) یک شهر در آلمان است که در باد دورکهایم واقع شده‌است. نویلاینینگن ۸۸۴ نفر جمعیت دارد.